# ノファラ (軽巡洋艦)
| ノヴァラ  | |
| 艦歴      | |
| 発注      | ダヌビウス社フィウメ造船所 |
| 起工      | 1912年12月9日 |
| 進水      | 1913年2月15日 |
| 就役      | 1915年1月10日 |
| 退役      | |
| その後    | 1920年にフランス海軍引渡し、改名後1932年までフランス海軍で使用。                                                                          |
| クラス名  | ヘルゴラント級軽巡洋艦 |
| 性能諸元  | |
| 排水量    | 常備：3,500トン 満載：4,010トン |
| 全長      | 130.6m |
| 水線長    | 129.7m |
| 全幅      | 12.8m |
| 吃水      | 5.3m |
| 機関      | ヤーロー式石炭専焼水管缶16基 +AEG式直結タービン2基2軸推進                                                                                 |
| 最大 出力 | 30,180hp |
| 最大 速力 | 27.0ノット |
| 航続 距離 | -ノット/-海里 （1920年：24ノット/1,600海里）                                                                                              |
| 燃料      | 石炭：771トン |
| 乗員      | 340名 |
| 兵装      | Skoda K11 10cm（50口径）単装速射砲9基 シュコダ 6.6cm（50口径）単装高角砲1基 シュコダ 4.7cm（44口径）単装速射砲1基 53.3cm魚雷発射管連装3基 |
| 装甲      | 舷側：60mm（水線部） 甲板：20mm（水平面）、65mm（傾斜部） 主砲防盾：40mm（前盾） 司令塔：50mm                                             |

ノファラ (ドイツ語:SMS Novara) は、第一次世界大戦中に就役したオーストリア＝ハンガリー帝国海軍のヘルゴラント級軽巡洋艦の1隻である。艦名は、1849年にオーストリア軍が勝利した戦いの場所からとられた。
本艦は同大戦後にフランスへの賠償艦に指定され、1920年からはフランス海軍所属となり、ティオンヴィル (フランス語:Thionville) と改名された。

## 概要
本艦はイタリア海軍に対してアドリア海沿岸警備のために「アドミラル・シュパウン」の改良型として建造された。第一次世界大戦を生き残ったヘルゴラント級軽巡洋艦のうちヘルゴラントとサイダはイタリアに賠償艦として引き渡されたが本艦のみフランスに賠償艦として引き渡され「ティオンヴィル」と改名された。

## 艦形
船体形状は波の穏やかなアドリア海での運用が主であるため、艦首のみ高く他は水面から乾舷までが低い単船首楼型船体となっており、巡洋艦というよりも駆逐艦的な外観である。「アドミラル・シュパウン」との外観の違いは船首楼が延長されたことにより艦橋の側面に10cm速射砲2基が追加されて火力が強化された点にある。
艦首から主砲として10cm速射砲が防盾の付いた単装砲架で1基、司令塔を組み込んだ操舵艦橋と前部マストの背後に10cm速射砲が片舷1基ずつが配置したところで
船首楼は終了し、その背後に4本煙突が等間隔に立ち、周りは艦載艇置き場となっている。左右の甲板から艦尾甲板まで片舷10cm速射砲を片舷3基ずつを配置し計9基を配置した。
4番煙突の後部に単脚式の後部マストが立つ。53.3cm連装魚雷発射管3基は4番煙突の両脇に1基ずつ計2基と後甲板の最後部に1基を配置した。

## 兵装
本級の主砲には「アドミラル・シュパウン」に引き続きシュコダ社でオーストリア＝ハンガリー帝国海軍向けに製造した「K11型 10cm（47口径）速射砲」を採用した。この砲は後に自国の駆逐艦「タトラ級」の主砲にも採用された。
その性能は26.2kgの砲弾を仰角14度で11,000mまで到達できる性能であった。これを防盾の付いた単装砲架で旋回と俯仰は主に人力で行われ、砲身の仰角18度・俯角4度で砲架は左右に180度旋回できたが実際は上部構造物により射界に制限があった。発射速度は毎分8～10発だった。
他に対水雷艇迎撃用にシュコダ製「4.7cm（44口径）速射砲」を1基搭載した。他に主砲では手に負えない相手への対抗として53.3cm魚雷発射管を連装で3基を装備した。

## 艦歴

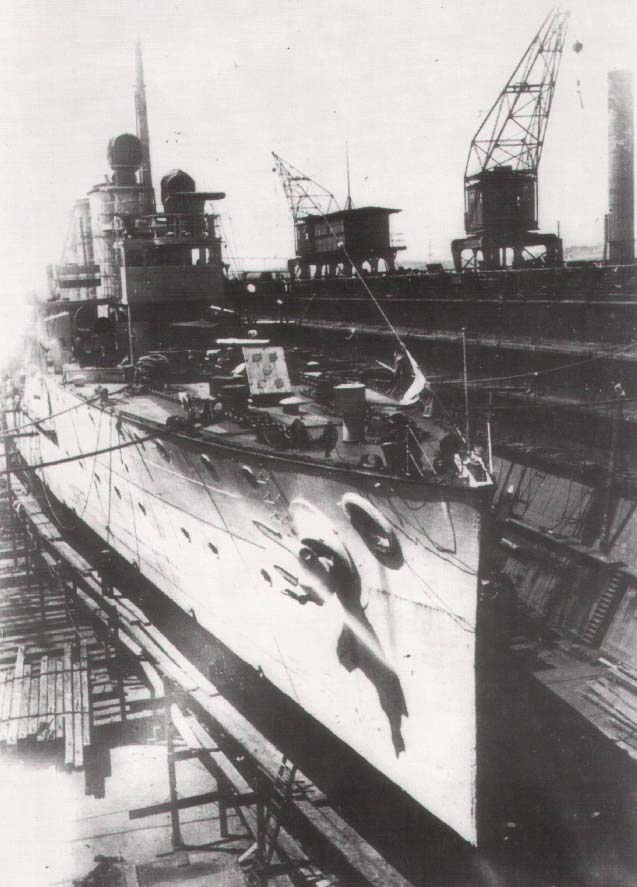
1917年5月の戦闘後にポーラにて修理を受けている状態の本艦。

フィウメのダヌビウス社で建造。1912年2月9日起工。1913年2月15日進水。1914年8月1日に戦艦「ブダペスト」によってポーラへ曳航され、1915年1月10日に就役。
就役後の1915年2月に同盟国ドイツの要請でオスマン・トルコ軍への軍需物資を僚艦「アドミラル・シュパウン」と共に輸送する計画を立てたが実行に移されることはなかった。
5月2日、オスマン帝国へ向かうドイツ潜水艦「UB8」を曳航してポーラを出発。フランスの巡洋艦「Jules Ferry」、駆逐艦「Bisson」と遭遇し、パトラ・オトラント間で「UB8」と別れた。
1915年5月23日、イタリアはオーストリア＝ハンガリー帝国に宣戦布告。同日、オーストリア＝ハンガリー帝国海軍の戦艦などは出撃し、アンコーナなどの攻撃へと向かった。「ノファラ」、は駆逐艦「シャルフシュツェ」、水雷艇「78」、「79」、「80」、「91」とともにグループEを構成し、Porto Corsiniを攻撃した。「ノファラ」は沿岸砲台と交戦し、死者6名、重傷者3名、軽傷者7名を出した。
7月27日、巡洋艦「ノファラ」、「アドミラル・シュパウン」、は駆逐艦「ウスコケ」、「シャルフシュツェ」、水雷艇「75T」、「76T」、「79T」とともにアンコーナ・ペーザロ間の鉄道を攻撃した。
12月5日、巡洋艦「ノファラ」と駆逐艦「トゥルル」、「フサール」、「パンドゥール」、「Warasdiner」、水雷艇3隻（または「ノファラ」、「トゥルル」、「フサール」、「Warasdiner」と水雷艇「61T」、「66F」、「67F」）はSan Giovanni di Meduaを攻撃。駆逐艦2隻が港内の船舶を、他は砲台を攻撃した。「ノファラ」も砲台からの攻撃で被害を受け、死者1名、負傷者1名を出した。
12月29日、巡洋艦「ヘルゴラント」などがドゥラッツォを攻撃したが、その際駆逐艦2隻が触雷。また、これに対して連合国が出撃し海戦が発生した。「ヘルゴラント」などの救援のために装甲巡洋艦「カイザー・カール6世」や戦艦「ブダペスト」、巡洋艦「ノファラ」と「Aspern」が出撃したが、戦闘には関与しなかった。
1917年1月27日、「ノファラ」は駆逐艦「オルイェン」、「チェペル」とともにドゥラッツォ攻撃に向かったが、駆逐艦2隻は衝突時を起こして引き返し、「ノファラ」もイタリア巡洋艦「Puglia」とフランス駆逐艦「Bouclier」と遭遇して引き返した。
7月9日、「ノファラ」は水雷艇「73F」、「54T」、「87F」とともに、または「ノファラ」単独でオトラント堰を攻撃し、ドリフター「Astrum Spei」、「Clavis」を沈め、「Frigate Bird」、「Ben Bui」を損傷させた。その後、イタリア駆逐艦「Impetuoso」、「Irrequieto」と遭遇し追跡を受けた。
敵を潜水艦が待ち構える場所へ誘い出すべく、8月29日に装甲巡洋艦「ザンクト・ゲオルク」、「カイザー・カール6世」などからなるグループと巡洋艦「ノファラ」、「ヘルゴラント」、駆逐艦「バラトン」、「オルイェン」からなるグループがイタリア沿岸を攻撃しようとしたが、濃霧のため攻撃を実施できずに終わった。
1917年5月にオトラント堰への襲撃計画が実行に移され、14日に本艦と「ヘルゴラント」と「サイダ」はカッタロ軍港から出撃した。15日の午前3時頃にオトラント堰に到着した3隻は次々と封鎖船を砲撃して計14隻を撃沈ないし4隻を撃破した。これに対し連合軍はアクトン少将率いるイギリス海軍のウェイマス級防護巡洋艦「ダートマス(HMS Dartmouth)」と「ブリストル(HMS Bristol)」に加えてイタリア海軍の駆逐艦「アクィラ(Aquila)」を旗艦とする駆逐艦5隻で南アドリア海を北東に向けて出撃、アルバニア沿岸部で別働のオーストリア駆逐艦2隻と接触し交戦した。その後、旗艦「ブリストル」が水平線上の黒煙を発見、アクトン少将はこちらを優先させて戦隊を反転させて新手を迎え撃った。これが本艦率いるホルティ・ミクローシュ戦隊であった。全速で逃げる本艦を6インチ砲を持つため射程に優れるイギリス防護巡洋艦が先手を切って攻撃し、この時に敵弾が本艦の艦橋を直撃して副長が即死。艦長のホルティも断片による裂傷を受けた。この砲撃により本艦は燃料供給系にダメージを負ったが、僚艦「サイダ」に曳航されて撤退に成功した。敵艦「ダートマス」も無事では済まず、帰路にドイツ海軍のUボート「UC25」からの雷撃を受けて大破し、ブリンディジまで曳航された。
10月4から5日の夜、Kumborで爆撃を受けたが、被害はなかった。
11月12-13日、水雷艇3隻と共にオトラント海峡へ向かうも、戦果なし。
1818年4月6日、駆逐艦「タトラ」、「チェペル」、「オルイェン」とともにCape Garganoなどを攻撃。
戦後は1920年にフランスへ引き渡されたが、ビゼルトへ曳航される途中で損傷し、ブリンディジで沈没。浮揚後、ビゼルトで修理され、「ティオンヴィル」と改名されて就役。砲術・水雷練習艦となった。1932年、除籍。武装撤去のうえでトゥーロンで宿泊艦として用いられ、1941年に解体。

## 参考図書
- 「世界の艦船 1986年1月増刊号 近代巡洋艦史」（海人社）
- 「世界の艦船増刊第50集　フランス巡洋艦史」（海人社）
- 「世界の艦船 2010年1月増刊号 近代巡洋艦史」（海人社）
- 「Conway All The World's Fightingships 1922-1946」（Conway）

## 参考リンク
- 「ノファラ」のスペックと写真があるページ。